# ألفريد كوثبرت
ألفريد كوثبرت (بالإنجليزية: Alfred Cuthbert)‏ (و. 1785 – 1856 م)هو سياسي من الولايات المتحدة الأمريكية . ولد في سافانا .تولى منصب عضو مجلس الشيوخ الأمريكي .
وهو عضو في الحزب الديمقراطي الأمريكي .
توفي في مونتايسلو .